# Festival du film britannique de Dinard 2023

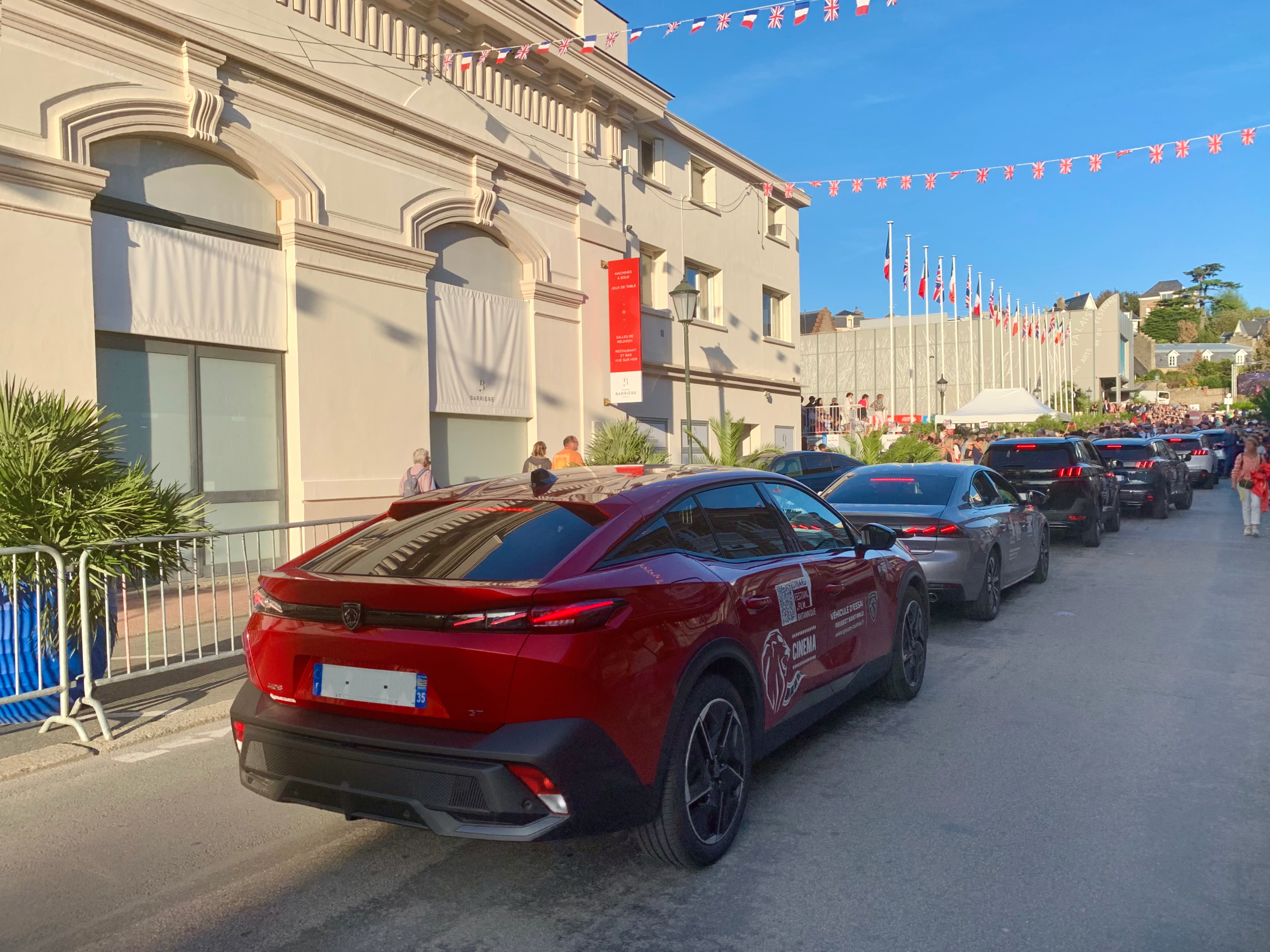
Une Peugeot 408 à la fin d’une file d’autres Peugeot, le constructeur sochalien étant le partenaire officiel du Festival du Film Britannique de Dinard, le 30 septembre 2023.

Le festival du film britannique de Dinard 2023, 34e édition du festival, se déroule du 27 septembre au 1er octobre 2023.

## Déroulement et faits marquants
Le jury est présidé par la comédienne française Catherine Frot, succédant à José Garcia. 
Le 30 septembre 2023, le palmarès est dévoilé : le film Silver Haze (en) de Sacha Polak remporte le Hitchcock d'or. Le film Dîner à l'anglaise (The Trouble with Jessica) de Matt Winn reçoit le prix spécial du jury et le prix du public. Déborah Lukumuena remporte le prix de la meilleure interprétation pour Girl.

## Jury

### Longs métrages
- Catherine Frot (présidente du jury), actrice
- Alice Isaaz, actrice
- Jonathan Zaccaï, acteur
- Nolwenn Leroy, chanteuse
- Thierry Godard, acteur
- Destiny Ekaragha (en), scénariste et réalisatrice
- Amelia Gething (en), actrice, scénariste et créatrice

## Sélection

### En compétition
- Girl de Adura Onashile
- Scrapper de Charlotte Regan (en)
- Silent Roar (en) de Johnny Barrington
- Silver Haze (en) de Sacha Polak
- The Effects of Lying de Isher Sahota
- Dîner à l'anglaise (The Trouble with Jessica) de Matt Winn

### Hors compétition

#### Being There
- How to Have Sex de Molly Manning Walker
- In Camera (en) de Naqqash Khalid (en)
- Dîner à l'anglaise de Matt Winn
- Rye Lane de Raine Allen-Miller (en)

#### Irish Eyes in Dinard
- Barber (en) de Fintan Connolly (en)
- Lies We Tell de Lisa Mulcahy
- My Sailor, My Love (en) de Klaus Härö

#### It’s a Family Affair
- Blue Bag Life de Alex Fry
- Little English (en) de Pravesh Kumar (en)
- Sweet Sue (en) de Leo Leigh

#### À la découverte deCarol Morley(en)
- Dreams of a Life
- The Falling
- Out of Blue
- Typist Artist Pirate King

#### The Past is a Foreign Country
- Dead Shot (en) de Tom et Charles Guard
- Detectorists de Mackenzie Crook
- Mad About the Boy - The Noel Coward Story de Barnaby Thompson
- Shoshana (en) de Michael Winterbottom
- Le Royaume de Kensuké de Neil Boyle et Kirk Hendry

## Palmarès
- Hitchcock d'or : Silver Haze (en) de Sacha Polak
- Prix de la meilleure interprétation : Déborah Lukumuena pour son rôle dans Girl
- Prix spécial du jury : Dîner à l'anglaise (The Trouble with Jessica) de Matt Winn
- Prix du public : Dîner à l'anglaise (The Trouble with Jessica) de Matt Winn